# شقاقی انذر
شقاقی انذر یک روستا در ایران است که در دهستان چورزق واقع شده‌است. شقاقی انذر ۳۱۷ نفر جمعیت دارد.